# Monopis trigonoleuca
Monopis trigonoleuca är en fjärilsart som beskrevs av Turner 1917. Monopis trigonoleuca ingår i släktet Monopis och familjen äkta malar. Inga underarter finns listade i Catalogue of Life.